# Ангјен ле Бен
Ангјен ле Бен (фр. Enghien-les-Bains) насеље је и општина у северној Француској у Париском региону, у департману Долина Оазе. Ангјен ле Бен је позната бања и предграђе Париза, које се разбило у 19. веку око Ангјенског језера. Казино у месту на обали језера је једини казино у близини Париза.

## Демографија
| 1962.  | 1968.  | 1975.  | 1982. | 1990.  | 2006.  | 2011.  |
| ------ | ------ | ------ | ----- | ------ | ------ | ------ |
| 12.504 | 12.152 | 10.712 | 9.739 | 10.077 | 12.121 | 11.560 |